# 丸子 (組合)
丸子是台灣滾石唱片旗下已解散的男子團體，於2003年組成。團員分別是黃鴻升（小鬼）、韓宜邦（Junior）及林埈永（綠茶）。成軍之前丸子三人經歷一年多的培訓，原先規劃為五人團體（另三位成員為李紹祥、黃玉榮及黃偉奇(大鬼)），後來減為三人進軍樂壇，於2003年10月發行首張專輯《關東煮》，團體以“酷帥無厘頭”風格作為特點。至2004年，林埈永因決定更換經紀公司而退出，黃鴻升與韓宜邦二人則繼續以丸子的名義活動，直至2005年，二人因各自的演藝事業發展而解散。2009年（李紹祥）以終極三國爆紅組成新團體武虎將

## 音樂作品

### 三人時期
| 年份   | 作品名稱          | 性質     | 演唱者                                         | 備註 |
| 2003年 | 《關東煮》        | 專輯     | - 丸子                                         | 曲目： 1. 愛你卡農 2. 關東煮 3. 丸子特攻隊 4. 美女十八招 5. 愛氾濫 6. 全壘打 7. 假裝你還愛著我 8. 81草莓 9. 羊 10. Sunshine Spa |
| 2003年 | 《你給我記住》    | 合作歌曲 | - 丸子 - 錦繡二重唱 - 許安安 - 蔡裴琳 - 趙之璧 | 收錄於滾石合輯《畢業幹什麼》 |
| 2004年 | 《復活島》        | 合作歌曲 | - 丸子 - 杜德偉                                | 收錄於杜德偉專輯《脫掉》 |
| 2004年 | 《Shinning》      | 影視歌曲 | - 丸子                                         | 電視劇《愛情合約》插曲 |
| 2004年 | 《Perfect的完結》 | 影視歌曲 | - 丸子                                         | 電視劇《香草戀人館》插曲 |

### 二人時期
| 年份   | 作品名稱       | 性質     | 演唱者 | 備註                   |
| 2004年 | 《來去夏威夷》 | 影視歌曲 | - 丸子 | 電影《夢遊夏威夷》插曲 |
| 2004年 | 《上流速力霸》 | 影視歌曲 | - 丸子 | 電影《夢遊夏威夷》插曲 |

## 戲劇作品

### 三人參演
| 年份   | 作品名稱                   | 作品性質 | 參演團員                                                         | 角色性質 | 播映地區 | 備註           |
| 2002年 | 《半成年主張之搞個自由式》 | 電視劇   | - 黃鴻升飾演「小鬼」 - 韓宜邦飾演「Junior」 - 林埈永飾演「綠茶」 | 領街主演 | 台灣     | 於東風衛視播出 |

### 二人參演
| 年份   | 作品名稱       | 作品性質 | 參演團員                                      | 角色性質 | 播映地區 | 備註                                           |
| 2003年 | 《狂放》       | 電影     | - 黃鴻升飾演「林益捷」 - 韓宜邦飾演「」       | 領銜主演 | 台灣     | 輔導金國片                                     |
| 2003年 | 「明天」       | 歌曲MV   | - 黃鴻升 - 韓宜邦                             | 主演     | 台灣     | 取用電影《狂放》中的畫面作為楊乃文的音樂錄影帶 |
| 2004年 | 「永不退縮」   | 歌曲MV   | - 黃鴻升 - 韓宜邦                             | 主演     | 台灣     | 跨刀演出任賢齊的音樂錄影帶                     |
| 2012年 | 《我們發財了》 | 電視劇   | - 韓宜邦飾演「王亦德」 - 林埈永飾演「安國榮」 | 配角     | 台灣     | 於三立及東森播出                               |

## 節目主持

### 三人搭檔
| 年份   | 節目名稱               | 搭檔團員                   | 地區 | 電視台     | 備註        |
| 2004年 | 《東森校園巨星演唱會》 | - 黃鴻升 - 韓宜邦 - 林埈永 | 台灣 | 東森電影台 | 製作人 地球 |
| 2004年 | 《亞洲娛樂通》         | - 黃鴻升 - 韓宜邦 - 林埈永 | 台灣 | 東風衛視   | 已停播      |

### 二人搭檔
| 年份   | 節目名稱                   | 搭檔團員          | 地區 | 電視台   | 現狀   |
| 2004年 | 《娛樂歐MyGod》            | - 黃鴻升 - 韓宜邦 | 台灣 | 東風衛視 | 已停播 |
| 2005年 | 《歡樂一路發 之 生存巴士》 | - 黃鴻升 - 韓宜邦 | 台灣 | 台視     | 已停播 |

## 歷年演出

### 演唱會
| 日期           | 地點                    | 演唱會名稱                      |
| 2003年11月15日 | 台北 西門町屈臣氏前廣場 | 丸子「愛你卡農」3Q演唱會 台北站 |
| 2003年11月22日 | 高雄 漢神百貨           | 丸子「愛你卡農」3Q演唱會 高雄站 |
| 2003年11月29日 | 台中 中友百貨           | 丸子「愛你卡農」3Q演唱會 台中站 |

### 擔任嘉賓
| 日期           | 地點   | 演唱會名稱                 | 備註                   |
| 2004年12月26日 | 菲律賓 | F4「快樂新年」菲律賓演唱會 | 擔任F4的海外演唱會嘉賓 |

### 出席表演
| 年份   | 地點 | 演唱會名稱                                | 演唱曲目                               | 備註                       |
| 2003年 | 台灣 | 「耶誕有愛•美夢成真」 快樂音符 送愛演唱會 | 《關東煮》 《81草莓》                  | 同時擔任該公益活動的代言人 |
| 2004年 | 台北 | 台北燈節情人猴幸福                        | 《關東煮》                             |                            |
| 2004年 | 台灣 | G-music風雲派對                           | 《關東煮》 《丸子特工隊》 《愛你卡農》 |                            |

## 廣告及代言
| 年份   | 內容                           | 性質     | 備註                            |
| 2003年 | 雅芳露跑承諾日                 | 義賣代言 | 丸子 與楊采妮一同代言義賣活動   |
| 2003年 | 北投「湯花戀」活動             | 體驗大使 | 丸子 與馬英九一同擔任活動代言人 |
| 2003年 | 「V-MIX」萬聖節Party           | 活動代言 | 丸子 代言萬聖節特別活動         |
| 2003年 | 新竹消防局                     | 推廣大使 | 丸子 擔任消防局推廣大使         |
| 2003年 | 「7-Eleven」關東煮丸子串       | 食品代言 | 丸子 代言便利商店關東煮         |
| 2003年 | 反盜版宣誓儀式活動             | 活动代言 | 丸子 擔任活動大使               |
| 2003年 | 衛生署洗手公益活動             | 公益代言 | 丸子 代言公益活動               |
| 2003年 | KissRadio「耶誕有愛•美夢成真」 | 活動代言 | 丸子 擔任愛心大使               |